# Uroderma bilobatum
Uroderma bilobatum (Peters, 1866) è un pipistrello della famiglia dei Fillostomidi diffuso in America centrale e meridionale.

## Descrizione

### Dimensioni
Pipistrello di piccole dimensioni, con la lunghezza della testa e del corpo tra 59 e 69 mm, la lunghezza dell'avambraccio tra 40 e 44 mm, la lunghezza del piede tra 9 e 13 mm, la lunghezza delle orecchie tra 12 e 18 mm e un peso fino a 20 g.

### Aspetto
La pelliccia si estende fino alla metà dell'avambraccio. Le parti dorsali sono grigio scure o bruno-grigiastre con la base dei peli più chiara, mentre le parti ventrali sono bruno-grigiastre. Una sottile striscia dorsale bianca si estende dalla nuca fino alla groppa. Il muso è allungato e largo. La foglia nasale è ben sviluppata, brunastra con i margini gialli o bianchi e lanceolata. Due distinte strisce bianche sono presenti su ogni lato del viso, la prima si estende dall'angolo esterno della foglia nasale fino a dietro l'orecchio, mentre la seconda parte dell'angolo posteriore della bocca e termina alla base del padiglione auricolare.  Le orecchie sono larghe, triangolari con l'estremità arrotondata, ben separate, marroni e con i margini gialli o bianchi. Il trago è piccolo, affusolato e con il margine posteriore dentellato. Le membrane alari sono marroni scure e attaccate posteriormente alla base dell'alluce, le falangi sono bianche. È privo di coda, mentre l'uropatagio è ridotto ad una membrana priva di peli e con il margine libero a forma di U lungo la parte interna degli arti inferiori. Il calcar è corto. Il cariotipo è 2n=42 o 44 FNa=48 o 50.

## Biologia

### Comportamento
Si rifugia in gruppi da 2 a 59 individui all'interno di grandi foglie arrotolate da maschi adulti, generalmente di alberi come il Banano, di vari tipi di palme come quella da cocco, la Scheelea rostrata e varie specie del genere Sabal. Talvolta costruisce anche dei ripari dalla pioggia simili ad ombrelli con foglie combinate più piccole.

### Alimentazione
Si nutre principalmente di frutta e in misura minore di insetti, parti di fiori e nettare.

### Riproduzione
Danno alla luce un piccolo alla volta in febbraio e nel mese di giugno dopo una gestazione di 4 o 5 mesi. I piccoli rimangono con le madri per circa un mese.

## Distribuzione e habitat
Questa specie è diffusa dal Messico meridionale attraverso tutta l'America centrale fino al Brasile sud-orientale e la Bolivia settentrionale. È presente anche sull'isola di Trinidad.
Vive nelle foreste sempreverdi, foreste decidue di pianura, boschi rigenerati e frutteti fino a 1.500 metri di altitudine.

## Tassonomia
Sono state riconosciute 6 sottospecie:
- U.b.bilobatum: Colombia orientale, Venezuela, Guyana, Suriname, Guyana francese, Ecuador, Perù nord-orientale, Brasile settentrionale, centrale, orientale e sud-orientale, Bolivia settentrionale; ;
- U.b.convexum (Lyon, 1902): Honduras meridionale, Nicaragua e Costa Rica occidentali, Panama, Colombia occidentale;
- U.b.davisi (Baker & McDaniel, 1972): Stati messicani di Veracruz ed Oaxaca meridionali; Guatemala meridionale, El Salvador;
- U.b.molaris (Davis, 1968): Penisola dello Yucatán meridionale, Guatemala settentrionale, Belize; Honduras, Nicaragua, Costa Rica orientali;
- U.b.thomasi (K. Andersen, 1906): Colombia sud-occidentale, Ecuador, Perù, Bolivia nord-occidentale, stato brasiliano dell'Acre;
- U.b.trinitatum (Davis, 1968): isola di Trinidad.

## Conservazione
La IUCN Red List, considerato il vasto areale, la popolazione presumibilmente numerosa, la presenza in diverse aree protette e la tolleranza alle modifiche ambientali, classifica U.bilobatum come specie a rischio minimo (Least Concern)).